# Myrioblephara pallidipars
Myrioblephara pallidipars là một loài bướm đêm trong họ Geometridae.